# Зграда у којој је становао Јосип Броз Тито у Смедеревској Паланци
Зграда у којој је становао Јосип Броз Тито у Смедеревској Паланци, у периоду од 1926. до 1927. године је породична кућа подигнута крајем 19. века. Због свог историјског а у одређеној мери и архитектонског значаја, кућа у којој је становао Јосип Броз проглашена је спомеником културе.

## Изглед
Кућа је приземна, плитко фундирана са темељима од печене опеке старог формата. Изведена је у бондручном конструктивном систему са испуном од плетера и делом непечене опеке. У свом изворном облику, имала је скоро квадратну основу скромних димензија. Састојала се од две, међусобно повезане просторије, између којих је преградни зид са огњиштем на средини. Кровна конструкција је дрвена, кров је четвороводни, кровне равни су благог нагиба, а кровни покривач је густо постављена ћерамида старог облика. Фасаде су малтерисане блатним малтером и у свом изворном облику биле су окречене. Око 1930. године, на северозападној страни објекта је извршена доградња помоћне просторије. Данас, ова доградња чини саставни део објекта. Током протеклих времена, двориште куће у коме су се налазили бунар, још један објекат и мобилијар некадашњег домаћинства власника Жике Ђорђевића, услед разних нестручно изведених интервенција изгубили су своју изворну ликовност и концепцију.

## Кућа као музеј
Кућа је прeтворeна у спомeн музej, када су на њој 1982. године изведени обимни конзeрвaторско-рeстaурaторски рaдови. Објекaт је у целости врaћeн у првобитно стaњe, сaмо сaдa сa новом нaмeном. Непосредно пре извођења конзерваторско рестаураторских радова, на кућу је 1977. године постављена бронзана плоча са ликом Јосипа Броза испод кога је натпис „У овој кући крајем 1926. и почетком 1927. као радник фабрике вагона становао је председник СФРЈ ЈОСИП БРОЗ ТИТО“.